# دی‌سی‌سی‌پی
پروتکل کنترل ازدحام داده نگار یک پروتکل پیام گرای لایهٔ انتقال است. دی سی سی پی یک راه اندازی ارتباط، اطلاع رسانی  واضح کنترل ازدحام و ویژگی‌های امن را پیاده‌سازی می‌کند
دی سی سی پی به عنوان rfc  4340 در مارس ۲۰۰۶ توسط
IETF
به عنوان یک استاندارد ارائه شد.
RFC 4336
یک مقدمه‌ای را فراهم می‌کند. FreeBSD نیز یک پیاده‌سازی برای نسخه ۵٫۱ داشت.
لینوکس نیز یک پیاده‌سازی از دی سی سی پی داشت که برای اولین بار در نسخه ۲٫۶٫۱۴ منتشر یافت دی سی سی پی یک روش برای روشی را ارائه می‌دهد برای دسترسی به مکانیزم‌های کنترل اردحام بدون داشتن پیاده‌سازی از آن‌ها در لایه کاربردی.
که این در روش‌های بر اساس جریان همانند تی سی پی مجاز است. اما دریافت بسته‌ها به ترتیب را تضمین نمی‌کند.
رسیدن  دنباله‌ای بسته‌ها در داخل چندین  جریان همانند اس سی تی پی دیگر در این پروتکل در دسترس نیست.
دی سی سی پی  برای نرم‌افزارهایی که محدودیت زمانی در رسیدن بسته‌ها دارند سودمند است.
چنین برنامه‌هایی از جمله رسانه‌های جریان دار بازی‌های چند نفره بر خط و تلفن بر روی اینترنت هسنتد.
ویژگی اضلی این برنامه‌ها این است که پیام‌های قدیمی ثابت می‌شوند تا رسیدن پیام‌های جدید  ترجیح داده شود بر دوباره ارسال کردن پیام‌های قدیمی.
در حال حاضر چنین برنامه‌هایی  یا بر روی تی سی پی یا بر روی یئ دی پی  قرار می‌گیرند و مکانیزم‌های کنترل ازدحام خود را پیاده‌سازی می‌کنند یا به‌طور کلی روشی برای کنترل ازدحام ندارند
علاوه بر سودمند بودن برای این نرم‌افزارها
دی سی سی پی همچنین نیز می‌تواند قرار بگیرد به عنوان یک روش کنترل ازدحام عمومی برای نرم‌افزارهای بر اساس پروتکل یو دی پی با استفاده از روشی قابل اطمینان و مطمئن از به ترتیب رسیدن بسته‌ها بر روی یو دی پی/دی سی سی پی همان گونه که نیاز است.
در این روش دی سی سی پی امکان استفاده از مکانیزم‌های مختلفی ولی غالباً روش همه پسند تی سی پی را فراهم می‌کند.
یک اتصال دی سی سی پی همانند یک ترافیک داده شامل یک نرافیک تأیید نیز است.
تاییدها به ارسال‌کننده اطلاع می‌دهد که که یا بسته رسیده است یا توسط اطلاع رسانی واضح ازدحام نشانه گذاری شده‌است.
تاییدها نیز به‌طور کامل و امن منتقل می‌شوند.
دی سی سی پی امکاناتی نسبت به بایت در تی سی پی دارد ,
برای شمارهٔ دنباله خیلی بزرگ مربوطه به یک بسته.
طول زیاد شمارهٔ دنباله به عنوان محاظی در برابر حملاتی همچون "حملات کور همچون تزریق شروع دی سی سی پی در داخل یک ارتباط.

## پیاده‌سازی‌های دی سی سی پی
از ژوئن ۲۰۰۸ حداقل
دو پیاده‌سازی به‌طور فعال برای دی سی سی پی نگهداری می‌شوند.
پیاده‌سازی هسته لینوکس اولین بار در دسترس قرار گرفت در نسخه ۲٫۶٫۱۴
پیاده‌سازی دی سی سی پی-تی پی برای قابل حمل بودن بهینه شده‌است. اما از تاریخ ژوئن ۲۰۰۸
تغییری نداشته‌است.
اخیراً یک پیاده‌سازی فضای کاربر جدید از دی سی سی پی در راه بوده‌است.
هدف از این پیاده‌سازی  فراهم کردن یک فریم ورک استاندارد شده و قابل حمل و همچنین دوستانه بودن از دیدگاه NAT
برای ارتباطات نقطه به نقطه با کنترل ازدحام منعطف وابسته به برنامه است.